# Ryan Harnden
Ryan Harnden (* 28. Juni 1986 in Sault Ste. Marie, Ontario) ist ein kanadischer Curler und Olympiasieger.

## Karriere
Ryan Harnden qualifizierte sich mit dem Team um Skip Brad Jacobs für die Curling-Weltmeisterschaft der Herren 2013 im kanadischen Victoria. Nachdem das Team in der Round Robin den vierten Platz belegt hatte, qualifizierte sich die Mannschaft für das Halbfinale, wo man auf das Team aus Dänemark traf. Dort konnte sich das Team mit 8:6 durchsetzen und traf im Finale auf das schwedische Team um Skip Niklas Edin, gegen welches man 6:8 verlor. Damit musste sich die Kanadier mit der Bronzemedaille zufriedengeben.
Das Team um Skip Brad Jacobs und damit auch Ryan Harnden qualifizierten sich für die Olympischen Winterspiele 2014 in Sotschi. In der Round Robin belegte das Team den zweiten Platz und qualifizierte sich damit für Halbfinale. Im Halbfinale traf man auf die chinesische Mannschaft und konnte diese mit 10:6 besiegen. Im Finale traf Ryan Harden und das Team auf Großbritannien um Skip David Murdoch. Mit 9:3 besiegten die Kanadier  die Mannschaft aus Großbritannien und damit konnte Kanada zum insgesamt dritten Mal Olympiasieger im Männer-Curling werden.